# Cloud Connected
"Cloud Connected" je singl melodic death metal sastava In Flames s albuma Reroute to Remain. Na singlu se nalazi i bonus koncertna verzija pjesme "Colony" i spot za "Cloud Connected". Spot je bio prikazan na MTV2 i Fuse.

## Popis pjesama
1. "Cloud Connected" – 3:42
2. "Colony" (live version) – 7:43
3. "Cloud Connected" (MPEG video)

## Glazbenici
- Anders Fridén - vokali
- Jesper Strömblad - gitara
- Björn Gelotte - gitara
- Peter Iwers - bas
- Daniel Svensson - bubnjevi

## Vanjske poveznice
- Cloud Connected  Arhivirana inačica izvorne stranice od 27. kolovoza 2007. (Wayback Machine)